# Necedah National Wildlife Refuge
Het Necedah National Wildlife Refuge is een National Wildlife Refuge in het noorden van Juneau County in de Amerikaanse staat Wisconsin, genoemd naar het naburige dorp Necedah. Het werd opgericht in 1939 en heeft een oppervlakte van 177 km².
Het natuurreservaat telt ongeveer 150.000 bezoekers per jaar.

## Fauna
Het reservaat is het bekendst als noordelijke broedplaats van de bedreigde trompetkraanvogel, waarvoor een kweekprogramma bestaat. Andere zeldzame of bedreigde soorten uit dit gebied zijn: de blauwe melissavlinder (Lycaeides melissa samuelis), de massasauga (een soort ratelslang), de Amerikaanse moerasschildpad en de grijze wolf. Het is ook een belangrijke stopplaats voor trekkende watervogels.

## Andere kenmerken
Het personeelsbestand van het reservaat bedraagt 13 personen. De voornaamste bron van inkomsten is de verkoop van hakhout. Jacht, visvangst en bessenoogst door de lokale bevolking is mogelijk.